# إفريقية (بتراركا)

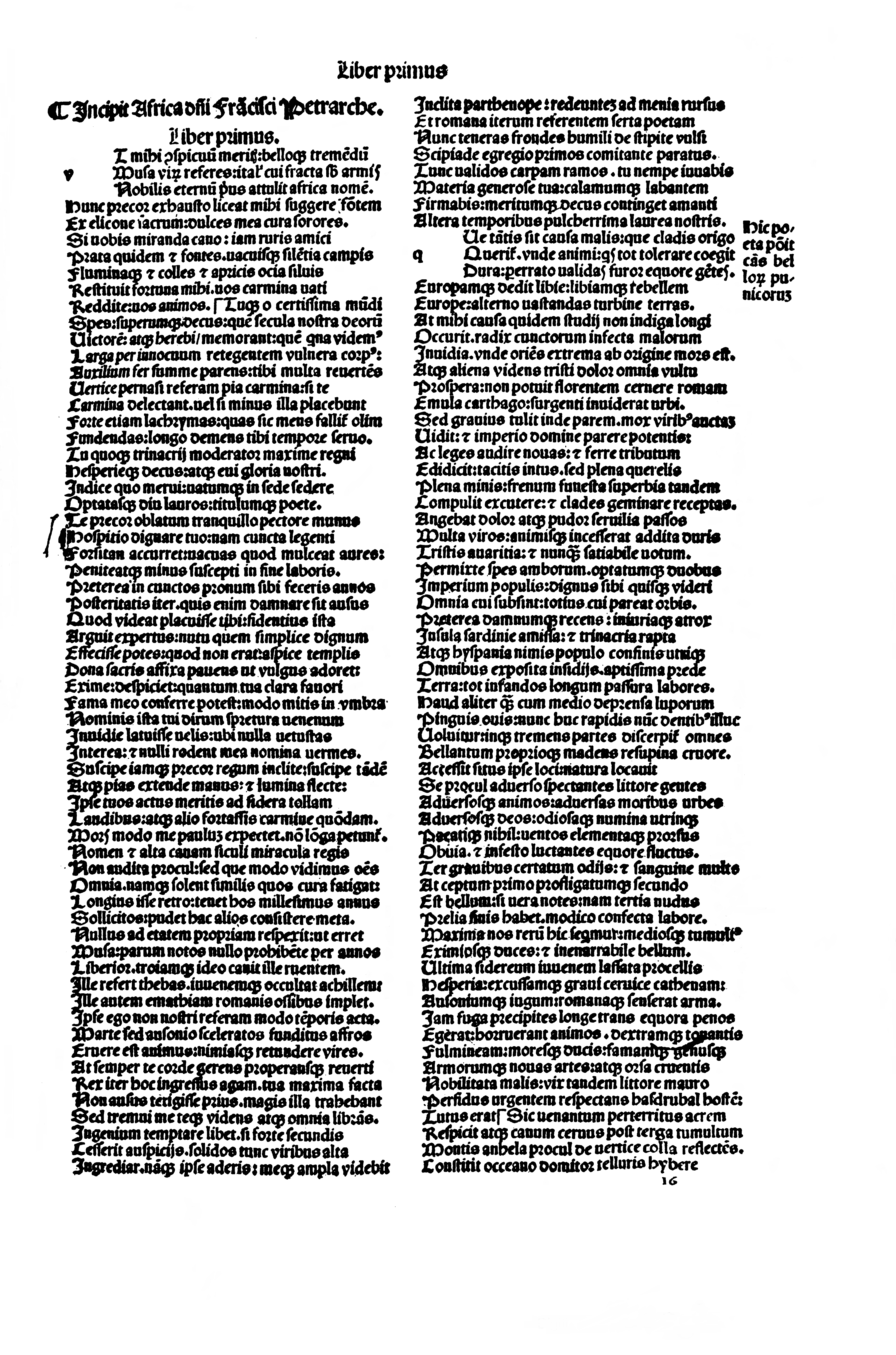
الصفحة الأولى من قصيدة «أفريقية» لبتراركا (إصدار سنة 1501)

إفريقية (باللاتينية: Africa) هو عنوان قصيدة شعريَّة لاتينيَّة ملحميَّة سُداسيَّة التفاعيل للشاعر الإيطالي بتراركا (فرانشيسكو بتراركا) تعود للقرن الرابع عشر. تروي القصيدة ما دار من وقائع الحرب البونيقية الثانية التي غزا فيها القائد القرطاجي حنبعل إيطاليا حتى ظفرت القوات الرومانية بالنصر في نهاية الأمر بعدما شن الرومان حملة عسكرية على شمال أفريقيا بقيادة بطل القصيدة بابليوس كورنيليوس سكيبيو الأفريقي.

## التأليف الشعري

### البنية الشعرية
نظم بتراركا قصيدته الملحمية المؤلفة من تسع كتب على الوزن سُداسي التفاعيل وهو الوزن القياسي للشعر الملحمي المكتوب باللغة اللاتينية الكلاسيكية ويتألف من ستة أركان وزنية. رغب بتراركا على الأرجح بجعل قصيدته غير المكتملة موزعة على اثني عشر كتابًا مستندًا في ذلك على ملحمة «الإنيادة» الشعرية للشاعر الروماني فيرجيل (كذلك نُظمت تلك القصيدة على الوزن سُداسي التفاعيل). تدور القصة الرئيسية في القصيدة إبان الفترة الزمنية من الحملة الإسبانيَّة (205 ق.م) حتى نهاية معركة زامة (202 ق.م). تستند هذه الأحداث على ما ورد في العقد الثالث من كتاب «تاريخ روما» للمؤرخ الروماني تيتوس ليفيوس.
يتخذ بتراركا من كتاب «حلم سكيبيو» نقطة البدأ لقصيدته الملحمية في أول كتابين من القصيدة. ويجعل سكيبيو الشخصية المركزية. ومن هنا يروي في الكتابين الثالث والرابع ما دار في قصة إرسال صديق سكيبيو غايوس لايلوس إلى صيفاقس ملك ماسيسيليا في مسعى تفاوضي من أجل حثه على قطع علاقات مملكته مع القراطجة وجعلهم حليفًا للرومان. ومن ثم يروي الكتابين الخامس والسادس قصة العليسة الجديدة صفنبعل. ويتبعه الكتاب السابع الذي يحكي ما دار في رحى معركة زامة. ويروي بعدها الكتاب الثامن قصة هزيمة قرطاج التي تتوجت بانتهاء الحرب البونيقية الثانية حتى تصل القصيدة إلى نهايتها في الكتاب التاسع مع عودة سكيبيو إلى روما في خضم مراسم احتفال بالنصر.

### مجمل مختصر
كان بتراركا يهدف من مفهوم قصيدته بالأصل العودة إلى أمجاد روما القديمة. بيد أن صراعًا نشأ بين صيت هذه الأمجاد الرومانية والقيم المسيحية التي كان يحاول إيصالها إلى قراءه. وهنا تدخل كلًا من قصة موت ماغو برقة (الكتاب السادس) وحلم سكيبيو (الكتابين الأول والثاني). أعاد بتراركا العمل على قصيدة «أفريقية» بصورة واسعة في خمسينيات القرن الرابع عشر حتى يعكس هذا الأمر. وضعت هاتين الحادثتين حجر أساس المفاهيم الرئيسية للقصيدة. كذلك كان بتراركا خلال نفس الفترة تقريبًا يعمل على كتابه الثالث «السر» الذي كان عبارة عن حوار تخيلي مع القديس أوغسطينوس فيما يشبه تحقيقًا ذاتيًا في القيم الأخلاقية ولا سيما بما يرتبط بالشهرة. ومن هنا ظهر «سر أفريقية» متمثلًا بصراع بين زهوّ أمجاد روما والقيم المسيحية.
جعل بتراركا نسخة أعاد كتابتها في خمسينيات القرن الرابع عشر بما يتعلق بالأحداث التي مر بها العالم من حوله. إذ أودت جائحة الموت الأسود بحياة العديد من أصدقائه كان من بينهم سيده ووليه السابق الكاردينال ستيفانو كولونا الأكبر الذي توفي نحو سنة 1348. أضاف بتراركا في النسخة المُعدَّلة من قصيدته إشارات إلى صديقه المقرب روبيرتو ملك نابولي (الكتاب التاسع). ويصور لنا ضياع الأمل في استمرار النهضة جراء وفاة الملك روبيرتو سنة 1343؛ تلك النهضة التي أومض حفل التتويج الذي رعاه الملك شرارتها الأولى. يُعبِّر بتراركا عن أساه لضياع الزخم الذي ابتدأه الملك روبيرتو من أجلِ «إحياءٍ» للقيم الثقافية التي ذهبت الآن في مهب الريح. إلّا أنه يستبشر خيرًا في إعادة اكتشاف قصيدته «أفريقية» من جديد في القرون اللاحقة مستقبلًا وملاقاتها «إحياءٍ» خاصًا بها وأمجادًا كتلك التي حظيت بها المساعي الأخلاقية الرومانية القديمة.

## وصلات خارجية
- النص اللاتيني لقصيدة «أفريقية»
- النص اللاتيني للقصيدة بصيغة النص التشعبي